# Okiagari-koboshi

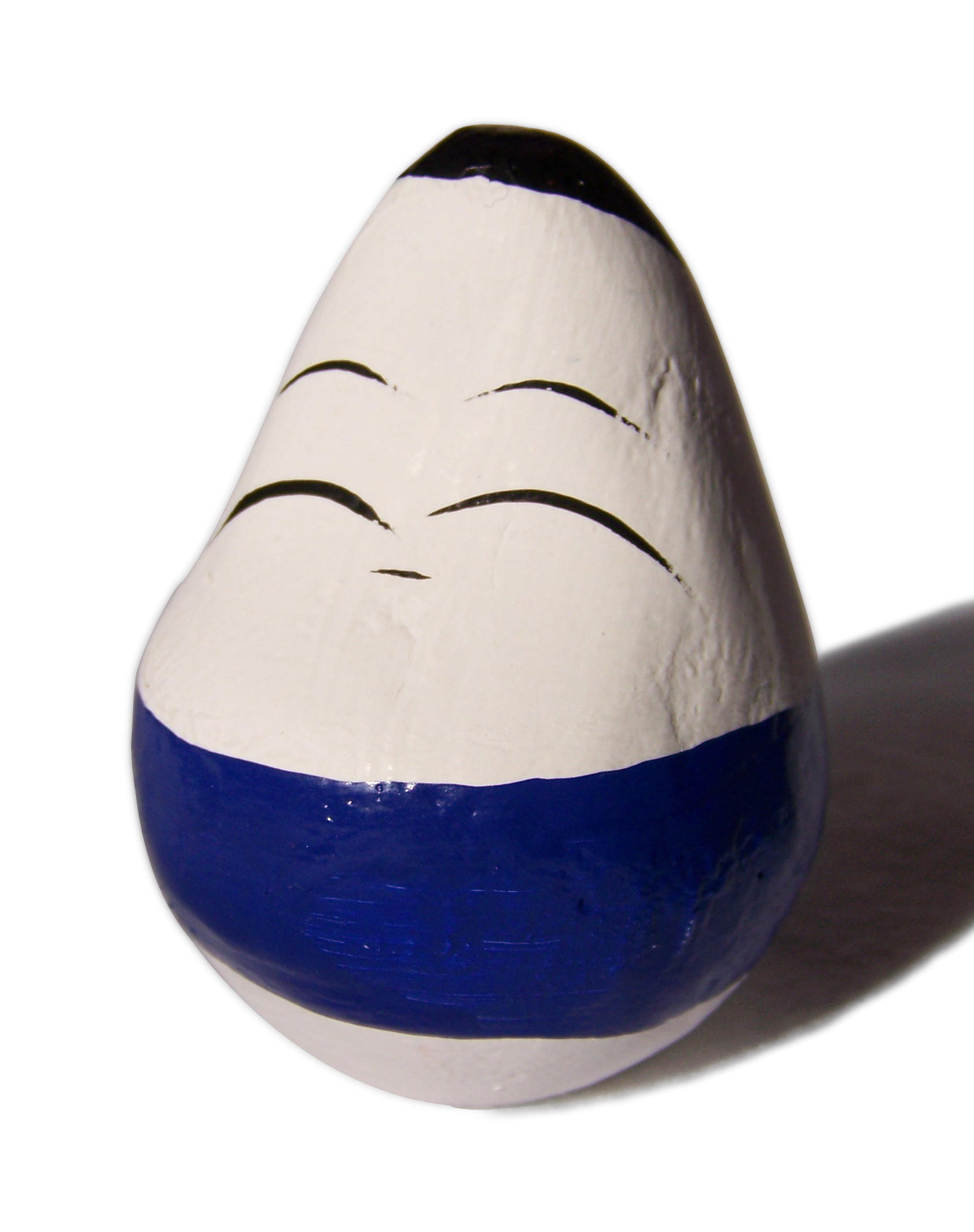
Okiagari-koboshi

Okiagari-koboshi (起き上がり小法師, Pequeno monge que sempre se levanta) é um boneco tradicional japonês. É feito de papel machê e sempre que derrubado ele retorna à posição vertical, por esse motivo ele é considerado um símbolo de perseverança e esforço.